# Kamouraska
Kamouraska es un municipio regional de condado (MRC) de la provincia de Quebec en Canadá. Está ubicado en la región administrativa de Bas-Saint-Laurent. La sede es la ciudad de Saint-Pascal aunque el municipio más poblado es La Pocatière.

## Geografía

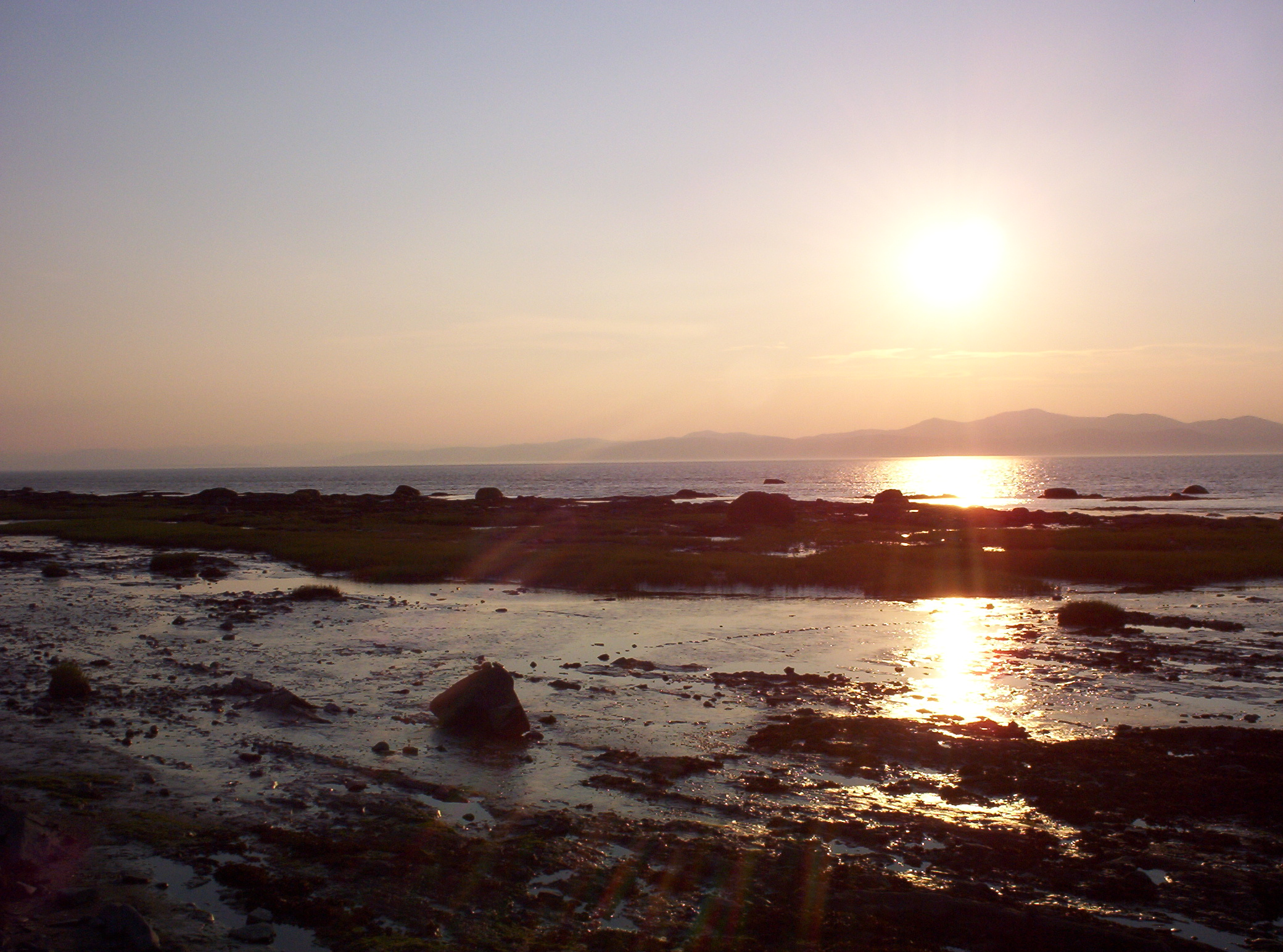
Rivière-Ouelle

Kamouraska se encuentra entre el estuario del San Lorenzo y la frontera con los Estados Unidos. Limita al noroeste con el estuario del San Lorenzo, al noreste con el MRC de Rivière-du-Loup, al este con Témiscouata, al sureste con el condado de Aroostook en Maine, al suroeste con el MRC de L'Islet. En la ribera opuesta del San Lorenzo está ubicsdo el MRC de Charlevoix Este. La superficie total es de 3065 km², de los cuales 2242 km² son tierra firme y 823 km² cubiertos por el agua, principalmente el estuario. Las regiones naturales incluyen los montes Notre-Dame (Apalaches), las terrazas agrícolas, la zona marítimo-terrestre del litoral y tres archipiélagos en el estuario. Son Les Pèlerins, las islas de Kamouraska y el archipiélago de la île aux Lièvres.

## Urbanismo
|        | Clase               | Orientación | Odónimo | De                     | A                              | Municipios |

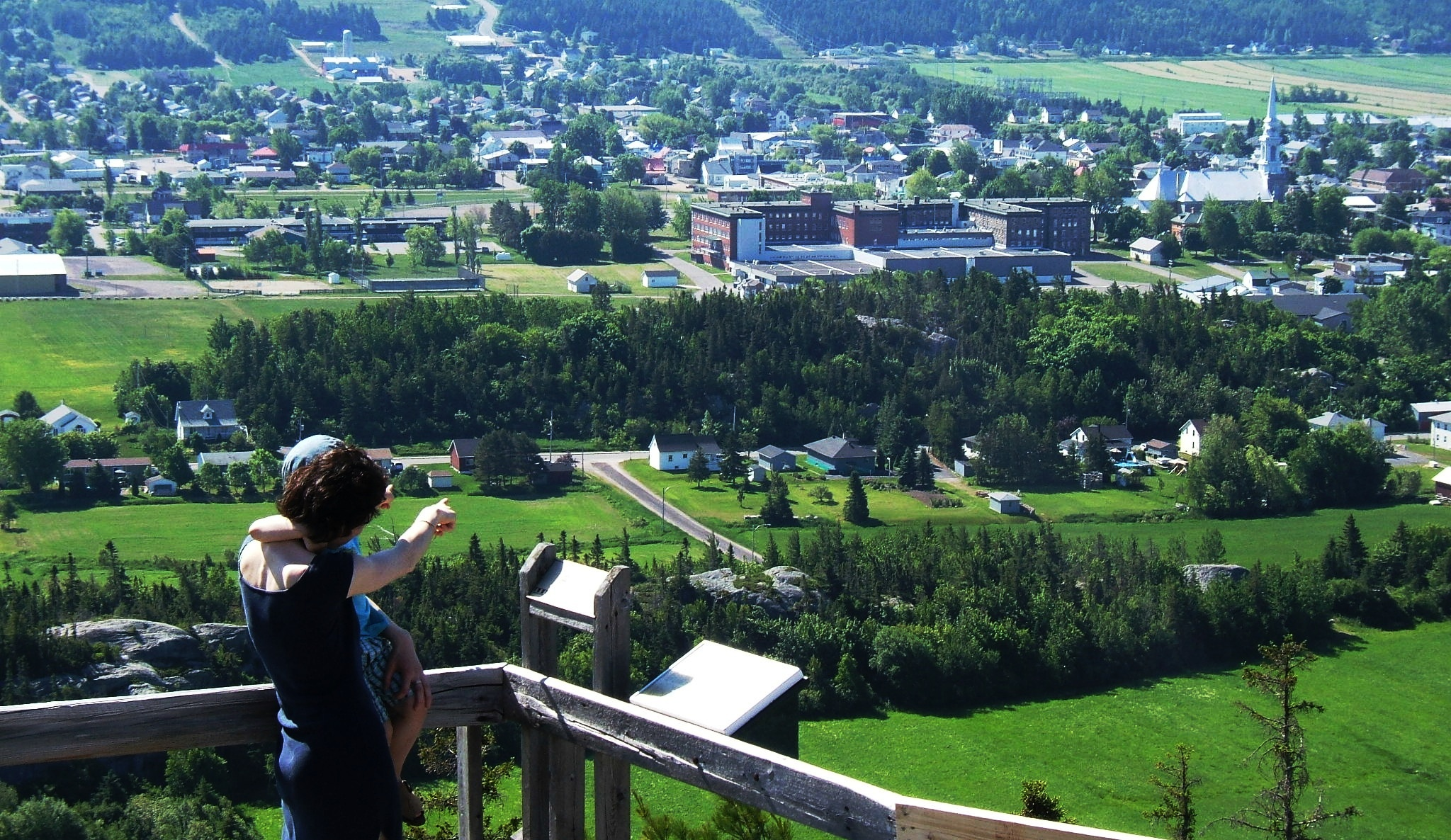
Saint-Pascal

| A 20   | Autopista           | EO          | Autoroute Jean-Lesage                                                                                             | Rivière-Beaudette      | Mont-Joli                      | La Pocatière, Rivière-Ouelle, Saint-Philippe-de-Néri, Saint-Pascal, Sainte-Hélène-de-Kamouraska, Saint-André                                                             |
| QC 132 | Carretera nacional  | EO          | Avenue de la Grande-Anse, Avenue Morel, Rue Principale                                                            | Dundee                 | Gaspé                          | Sainte-Anne-de-la-Pocatière, La Pocatière, Rivière-Ouelle, Saint-Denis-De la Bouteillerie, Kamouraska, Saint-Germain, Saint-André                                        |
| QC 230 | Carretera colectora | EO          | Avenue Painchaud, Boulevard Bégin, Avenue Patry, Rue Taché, Boulevard Hébert, Rue Principale, Avenue Saint-Clovis | La Pocatière           | Saint-Alexandre-de-Kamouraska  | La Pocatière, Sainte-Anne-de-la-Pocatière, Rivière-Ouelle, Saint-Pacôme, Saint-Philippe-de-Néri, Saint-Pascal, Sainte-Hélène-de-Kamouraska, Saint-André, Saint-Alexandre |
| QC 287 | Carretera colectora | NS          | Rue des Bois-Francs, Côte Blais                                                                                   | Mont-Carmel            | Saint-Denis-De la Bouteillerie | Mont-Carmel, Saint-Philippe-de-Néri, Saint-Denis-De la Bouteillerie |
| QC 289 | Carretera colectora | NS          | | Saint-Jean-de-la-Lande | Saint-André                    | Saint-Alexandre, Saint-André |

## Historia
El MRC, creado el 1 de enero de 1982, sucedió al antiguo condado de Kamouraska.

## Política
El prefecto actual (2015) es Yvon Soucy, elegido en 2009 y 2013. Su suplente es Jean Dallaire.
|           | Prefecto elegido | Número de candidatos |
| 2005-2009 | Jean-Guy Charest | 4                    |
| 2009-2013 | Yvon Soucy       | 1                    |
| 2013-2017 | Yvon Soucy       | 1                    |

El territorio del MRC forma parte de las circunscripciones electorales de Côte-du-Sud a nivel provincial y de Montmagny—L'Islet—Kamouraska—Rivière-du-Loup a nivel federal.

## Demografía
Según el censo de Canadá de 2011, Rawdon contaba con 21 492 habitantes. La densidad de población estaba de 9,6 hab./km². Entre 2006 y 2011 hubo una diminución de 592 habitantes (2,7 %). En 2011, el número total de inmuebles particulares era de 10383, de los cuales 8968 estaban ocupados por residentes habituales, otros siendo en mayor parte residencias secundarias. La población es mayoritariamente rural y francófona.
Evolución de la población total, 1991-2015

## Economía
La agricultura, la formación en agricultura, el veraneo y la industria de fabricación de vagones de ferrocarril son las principales actividades económicas de la región.

## Comunidades locales
Hay 17 municipios y 2 territorios no organizados en el MRC de Kamouraska.
| Código | Nombre                         | Tipo                     | Fecha de constitución | Superficie total (km²) | Superficie agua (km²) | Superficie tierra (km²) | Población 2015 | Gentilicio (en francés) | Densidad (hab./km²) | DT | NC |
| ------ | ------------------------------ | ------------------------ | --------------------- | ---------------------- | --------------------- | ----------------------- | -------------- | ----------------------- | ------------------- | -- | -- |
| 14005  | Mont-Carmel                    | Municipio                | 01.07.1855            | 440,76                 | 11,08                 | 429,68                  | 1114           | Carmelois, e*           | 2,6                 | S  | 6  |
| 14010  | Saint-Bruno-de-Kamouraska      | Municipio                | 01.01.1887            | 188,84                 | 1,94                  | 186,90                  | 549            | Brulois, e*             | 2,9                 | S  | 6  |
| 14018  | Saint-Pascal                   | Ciudad                   | 01.03.2000            | 60,55                  | 0,02                  | 60,53                   | 3465           | Pascalien, ne⁰          | 57,2                | S  | 6  |
| 14025  | Saint-Hélène-de-Kamouraska     | Municipio                | 01.07.1855            | 61,03                  | 0,37                  | 60,66                   | 916            | Hélénois, e*            | 15,1                | S  | 6  |
| 14030  | Saint-Joseph-de-Kamouraska     | Parroquia                | 14.01.1924            | 86,83                  | 1,76                  | 85,07                   | 418            | Joséphien, ne*          | 4,9                 | S  | 6  |
| 14035  | Saint-Alexandre-de-Kamouraska  | Municipio                | 01.07.1855            | 117,13                 | 5,98                  | 111,15                  | 2133           | Alexandrin, e*          | 19,2                | S  | 6  |
| 14040  | Saint-André                    | Municipio                | 14.02.1987            | 456,10                 | 385,18                | 70,92                   | 661            | Andréen, ne°            | 9,3                 | S  | 6  |
| 14045  | Saint-Germain                  | Parroquia                | 29.06.1893            | 251,84                 | 0,82                  | 251,02                  | 278            | Germainien, ne°         | 2,3                 | S  | 6  |
| 14050  | Kamouraska                     | Municipio                | 25.04.1855            | 146,33                 | 102,48                | 43,85                   | 577            | Kamouraskois, e*        | 13,2                | S  | 6  |
| 14055  | Saint-Denis-De la Bouteillerie | Municipio                | 01.07.1855            | 97,89                  | 64,03                 | 33,86                   | 528            | Denisien, ne*           | 15,6                | S  | 6  |
| 14060  | Sainte-Philippe-de-Néri        | Parroquia                | 29.12.1875            | 32,80                  | 0,02                  | 32,78                   | 883            | Saint-Philippéen, ne*   | 26,9                | S  | 6  |
| 14065  | Rivière-Ouelle                 | Municipio                | 01.07.1855            | 147,86                 | 90,74                 | 57,12                   | 1019           | Rivelois, e*            | 17,8                | S  | 6  |
| 14070  | Saint-Pacôme                   | Municipio                | 05.01.1980            | 29,52                  | 0,57                  | 28,95                   | 1595           | Pacômien, ne*           | 55,1                | S  | 6  |
| 14075  | Saint-Gabriel-Lalemant         | Municipio                | 01.01.2000            | 79,21                  | 0,40                  | 78,81                   | 801            | Gabriellois, e⁰         | 10,2                | D  | 6  |
| 14080  | Saint-Onésime-d'Ixworth        | Municipio                | 01.01.2000            | 100,04                 | 0,84                  | 99,20                   | 568            | Saint-Onésimien, ne⁰    | 5,7                 | S  | 6  |
| 14085  | La Pocatière                   | Ciudad                   | 01.01.1960            | 21,30                  | 0,00                  | 21,30                   | 4127           | Pocatois, e*            | 193,8               | S  | 6  |
| 14090  | Sainte-Anne-de-la-Pocatière    | Parroquia (civil)        | 01.07.1855            | 79,62                  | 24,21                 | 55,41                   | 1662           | Pocatiérain, e*         | 30,0                | S  | 6  |
| 14902  | Picard                         | Territorio no organizado | -                     | 575,41                 | 3,58                  | 571,83                  | -              | -                       | -                   | -  | -  |
| 14904  | Petit-Lac-Sainte-Anne          | Territorio no organizado | -                     | 189,39                 | 3,31                  | 186,08                  | -              | -                       | -                   | -  | -  |
| 140    | Kamouraska                     | MRC                      | 01.01.1982            | 3450,70                | 778,63                | 2672,72                 | 22 408         | .                       | 8,4                 | …  | …  |

DT división territorial, D distritos, S sin división; * Oficial, ⁰ No oficial